# Henri Cartan
Henri Paul Cartan (n. 8 iulie 1904, Nancy, Franța – d. 13 august 2008, Paris, Franța) a fost un matematician francez, fiul matematicianului Élie Cartan.
A fost președinte al Uniunii Internaționale a Matematicienilor.
Alături de Jean Dieudonné, Charles Ehresmann, André Weil și alții, a făcut parte din colectivul
Nicolas Bourbaki.
Este cunoscut pentru lucrările sale în domeniul topologiei algebrice.
Opera sa a influențat matematicieni ca: Jean-Pierre Serre, Armand Borel, Alexander Grothendieck și Frank Adams.
Printre cei mai prestigioși studenți ai săi s-au numărat: Adrien Douady, Roger Godement, Max Karoubi, Jean-Pierre Serre și René Thom.
Pentru activitatea sa, în 1980 i s-a decernat Premiul Wolf.
A fost membru al Academiei Franceze de Științe și membru străin al mai multor academii de științe din: Finlanda, Danemarca, Anglia, Rusia, Statele Unite și Polonia.